# 26e régiment d'infanterie légère
Pour les articles homonymes, voir 26e régiment.
Le 26e régiment d'infanterie légère (26e léger) est un régiment d'infanterie légère de l'armée française créé sous la Révolution.  à partir de la 25e demi-brigade légère de deuxième formation.
Il est dissous en 1814.

## Création et différentes dénominations
- 11 juin 1796 : création de la 26e demi-brigade légère de deuxième formation
- 1803 : la 26e demi-brigade légère est renommée 25e régiment d'infanterie légère.
- 12 mai 1814 : Le régiment est dissous.

## Chef de brigade/Colonels
- 1803 : Félix Baciocchi
- 1805 : François René Cailloux, dit Pouget
- 1809 : Toussaint Campi
- 1810 : Charles Louis Joseph Olivier Guéhéneuc
- 1813 : François Israël Mosnier
- 1813 : Joseph Bon-Baudoin Crépy[Note 1]
- 1813 : Jacques Louis Dornier[Note 2]
- 1814 : Marc Antoine Alexandre de Limozin de Saint-Michel[1],[2]

## Historique des garnisons, combats et batailles du26eléger

### Guerres de la Révolution et de l'Empire

#### 26edemi-brigade légère de deuxième formation(1796-1803)
La 26e demi-brigade légère de deuxième formation est formée le 28 prairial an IV (16 juin 1796) par amalgame des :
- 16e demi-brigade légère bis de première formation (1er bataillon de chasseurs volontaires de la Meuse également appelé Bataillon de chasseurs de Bar-sur-Ornain, Bataillon de chasseurs du Rhin et 6e bataillon bis de volontaires du Nord également appelé bataillon de chasseurs du Nord)
- 17e demi-brigade légère bis de première formation (1er bataillon de la légion des Alpes, 2e bataillon de volontaires de l'Allier et 9e bataillon de volontaires de l'Ain également appelé 1er bataillon de volontaires de Châtillon)Spittal

la 26e demi-brigade légère, fait les campagnes de l'an IV et de l'an V à l'armée de Rhin-et-Moselle, avant de rejoindre le 22 pluviôse an V (10 février 1797) l'armée d'Italie à Vérone. Le 22 germinal an V (11 avril 1797) elle est envoyée, dans le cadre de l'expédition du Tyrol, à Spittal, en Autriche, avec la 12e demi-brigade d'infanterie légère, et les 39e et 93e demi-brigade de deuxième formation.
Le 19 brumaire an VI (9 novembre 1797) la demi-brigade fait partie de l'arrière-garde de l'armée, 7e division du général Baraguey d'Hilliers, composée des 13e, 14e et 55e de ligne, des 15e, 17e et 26e d'infanterie légère, et des 19e et 25e de chasseurs.
Le 2 messidor an VII (20 juin 1799) l'unité est engagée dans la  deuxième bataille de Marengo (en).